# Let-Køb
Let-Køb er en dansk kæde af nærbutikker, som ejes af Dagrofa. Kæden tæller cirka 116 butikker (pr. juni 2024).
Den enkelte forretning i Let-Køb ejes af en købmand, der har stor frihed til at sammensætte sortimentet i butikkerne efter de lokale forhold.
Dagrofa står for den overordnede markedsføring, herunder udgivelse af en tilbudsavis.
Let-Køb åbnede i 2022 den første af flere ubemandede, døgnåbne butikker.